# Montefusco

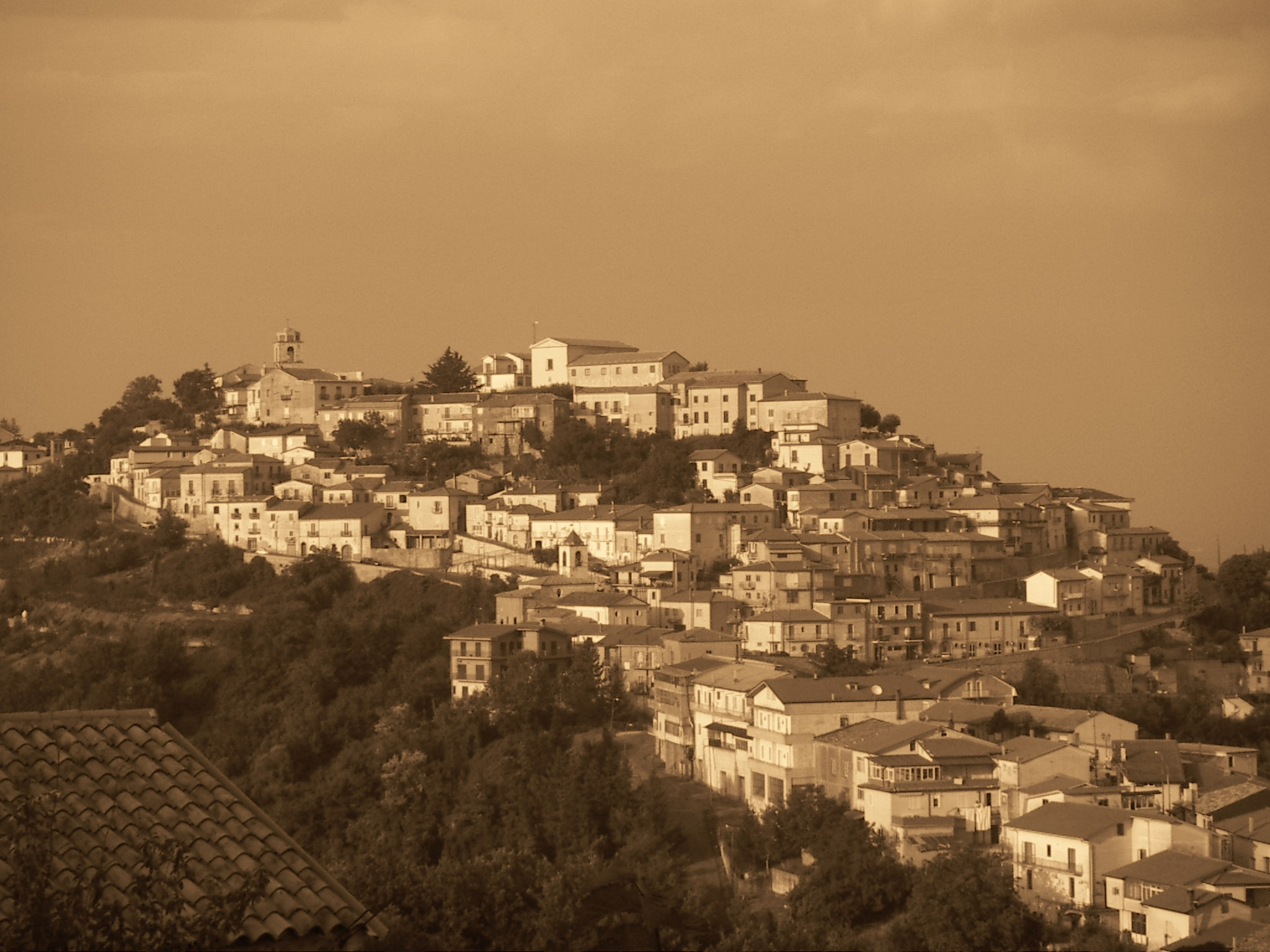
Montefusco

Montefusco ist eine italienische Gemeinde mit 1192 Einwohnern (Stand 31. Dezember 2023) in der Provinz Avellino in der Region Kampanien. Sie ist Teil der Bergkommune Comunità Montana Partenio - Vallo di Lauro, welcher auch Gemeinden der Provinz Benevento angehören.

## Geografie
Die Nachbargemeinden sind Montemiletto, Pietradefusi, San Martino Sannita (BN), San Nazzaro (BN), San Nicola Manfredi (BN), Santa Paolina und Torrioni.

## Persönlichkeiten
- Luigi Settembrini (1813–1877), Schriftsteller und Politiker